# Pintor del Vaticano G 31

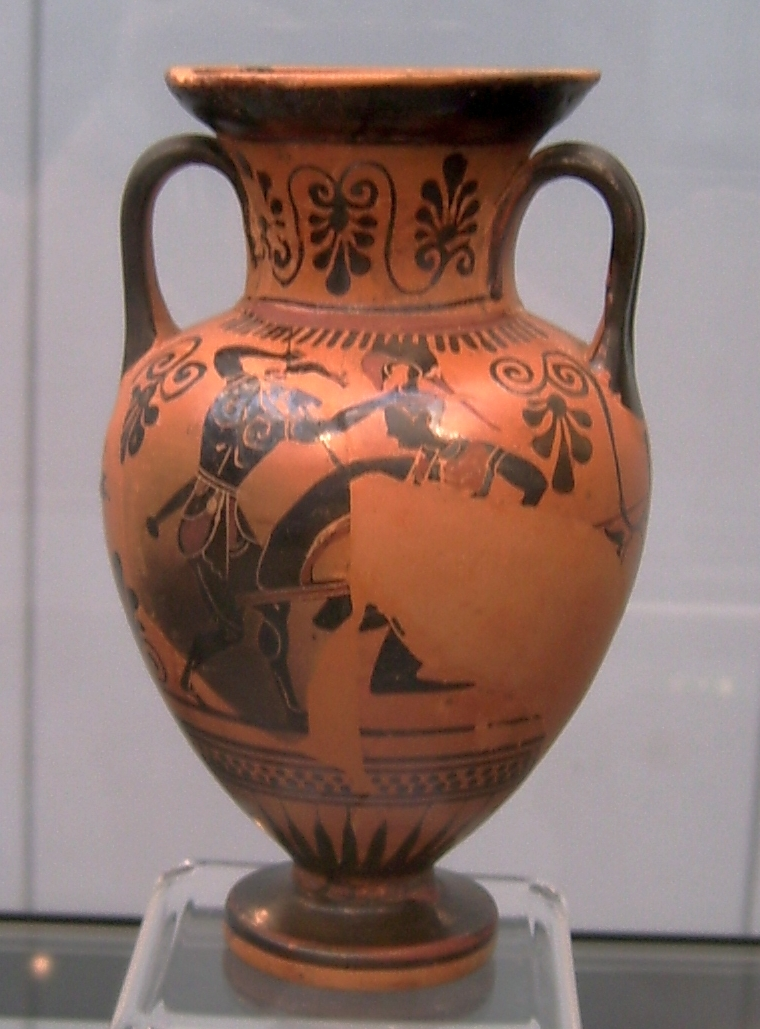
Ánfora de cuello del Pintor del Vaticano G 31, Grupo de Bompas, Múnich, Staatliche Antikensammlungen Inv. 1611

El Pintor del Vaticano G 31 fue un pintor de vasos de figuras negras del primer cuarto del siglo V a. C. El pintor, que es cercano en estilo al Pintor de Edimburgo, pintó principalmente pequeñas ánforas de cuello, incluyendo las del llamado Grupo de Bompas. John Beazley también le atribuyó tres lécitos. Se le llama así por un vaso en los Museos Vaticanos, antes en la Colección Guglielmi.